# Dimitri Van Leuven
Dimitri Van Leuven is een Belgisch voormalig korfballer.

## Levensloop
Van Leuven kwam uit voor Borgerhout KC. Tevens maakte hij deel uit van het Belgisch nationaal team, waarmee hij onder meer zilver won op het Europees kampioenschap van 2006.